# Enrique Riestra
Enrique Riestra Naves (Oviedo, España, 28 de diciembre de 1927- 14 de agosto de 2008) fue un futbolista español. Se desempeñaba en posición de delantero. Jugó en Primera División la temporada 1953/54 en las filas del Real Jaén Club de Fútbol.

## Clubes
| Club                 | País   | Temporada |
| -------------------- | ------ | --------- |
| Real Juvencia C. F.  | España | 1948-1949 |
| Úbeda CF             | España | 1949-1950 |
| Real Oviedo          | España | 1950-1952 |
| Real Avilés C. F.    | España | 1952-1953 |
| Real Jaén C. F.      | España | 1953-1954 |
| Real Avilés C. F.    | España | 1954-1956 |
| Real Titánico        | España | 1956-1957 |
| Caudal Deportivo     | España | 1957-1958 |
| Club Atlético Zamora | España | 1957-1958 |